# Luisa Carvajal y Mendoza
Luisa Carvajal y Mendoza (Jaraicejo, província de Cáceres, 2 de gener de 1566 - Londres, Anglaterra, 2 de gener de 1614) era una poetessa i escriptora religiosa, membre de la noblesa espanyola que tenia una connexió familiar amb el Duc de Lerma.

## Vida
Els pares de Luisa van morir essent ella molt jove per la qual cosa va anar a viure a Pamplona amb el seu oncle Francisco Hurtado de Mendoza, primer marquès d'Almazán. ;Com que no desitjava casar-se, després de la mort del seu oncle l'any 1592, va fer vida religiosa a casa seva a Madrid, amb alguns criats, i va reclamar la seva herència iniciant un plet contra el seu germà. Luisa volia els diners per tal de fundar un convent a Flandes però, influïda pels jesuites, va decidir donar-los a aquest orde i viatjar a Anglaterra per convertir al catolicisme els anglicans.
El 1598, volent morir per Déu, va fer un vot de martiri i li va ésser concedit el permís per viatjar a Anglaterra, on es va unir als catòlics clandenstins. Va arribar a Londres poc després de la Conspiració de la pólvora de 1605; va intentar reconvertir anglicans al Catolicisme predicant a Cheapside i declarant públicament la il·legitimitat de la reina Elisabet. Carvajal va treballar a Londres i el seu entorn com a mestra i missionera, a més d'ajudar els necessitats.
Empresonada dues vegades, un cop per proselitisme públic i un altre per fundar una comunitat secreta de dones catòliques a Londres. Es va comprometre en una tan ampla gamma d'activitats subversives que, finalment, tant el nou rei Jaume I d'Anglaterra com el Consell d'Estat espanyol van decidir obligar-la a retornar a Espanya, ja que consideraren les seves activitats com a disruptives i actes de traïció. Després del segon empresonament, però, va caure malalta d'una infecció bronquial i va morir.
El Rei Felip III va aconseguir que el seu cos fos embarcat per tornar-lo a Espanya. Enterrada al Monestir de l'Encarnació de Madrid, va començar a ésser venerada popularment. El seu procediment de canonització no va avançar, però.
Carvajal va deixar escrits autobiogràfics i una col·lecció breu de poesia religiosa. La seva decisió inusual de viatjar a Anglaterra com a missionera ha atret l'atenció dels acadèmics feministes.
L'any 2001, la aerolínia Espanyola, Iberia, va posar a un Aerobús A340 el nom de Luisa Carvajal y Mendoza.